# Citharomangelia galigensis
Citharomangelia galigensis é uma espécie de gastrópode do gênero Citharomangelia, pertencente à família Mangeliidae.